# Afonso de Albuquerque
Afonso de Albuquerque sau Affonso d'Albuquerque (n. 1453, Alhandra⁠(d), Zona metropolitană Lisabona, Regatul Portugaliei – d. 16 decembrie 1515, Goa Veche⁠(d), Regatul Portugaliei, Imperiul Portughez) a fost un navigator și colonizator portughez (supranumit Afonso cel Mare), întemeietorul puterii portugheze în India.

## Biografie
Afonso d'Albuquerque se naște în 1453, în Alhandra, lângă Lisabona. Provine dintr-o familie nobilă. Este fiul nelegitm al regelui Diniz și rudă cu celebra familie de exploratori Menezes.
Este crescut la curtea regelui Alfons al V-lea, unde primește o educație aleasă și intră în serviciul flotei portugheze sub João al II-lea, ca mare scutier al acestuia.

## Expediții

### Prima expediție, 1503-1504
În aprilie 1503 pornește, împreună cu vărul său Francisco, din Belém spre India, pustiește coasta Malabar, stabilește un fort la Cochin (Kochin) și se întoarce în Porugalia cu o pradă uriașă. În urma raportului înaintat regelui João al II-lea, acesta și-a dat seama că un impriu colonial atât de întins nu putea fi condus de la mii de kilometri depărtare, conducătorul efectiv (cu titlul de vicerege) trebuind să-și aibă reședința în India.
Afonso de Albuquerque va fi cea de-a doua persoană care va primi această înaltă funcție (în 1506 numit, din 1509 efectiv); mai înainte sub regele Manuel, a fost numit comandant suprem al flotei.

### Expediții în Goa și Malacca 1510-1511
La 20 ianuarie 1510, conducând o flotă de 20 de caravele (cu 2 000 de oameni) pornește să cucerească Goa (supranumit "orașul de aur"), marele port de pe coasta vestică a Indiei, pe care reușește să-l cucerească definitiv abia în cea de-a doua expediție (noiembrie 1510, cu 34 de corăbii), când a nimicit în câteva ore garnizoana de 9 000 de soldați și a ucis peste 6 000 de negustori arabi cu familiile, jefuind cumplit orașul.
De aici întreprinde expediții de cucerire pe coasta Malabar și în insula Ceylon și, cu o flotă de 19 vase (cu 1 400 de soldați), ocupă orașul Malacca ("cheia Orientului") (1511), pe care, potrivit obiceiului, îl jefuiește, luând o pradă bogată

### Alte expediții 1512-1515
După o încercare nereușită de cucerire a orașului Aden(1513), care păzea intrarea în Marea Roșie, cu o flotă de 27 de caravele (având 2 200 de oameni, dintre care 1 500 portughezi și 700 indieni) cucerește aproape fără luptă (profitând de conflictul pentru putere care se dădea în interior) orașul-port Ormuz (martie 1515).
Își oferă serviciile sultanului Persiei, propunându-i sprijinul flotei sale contra turcilor, și, pentru a ruina Egiptul, se concertează cu negusul Abisiniei să schimbe cursul Nilului (prin devierea acestuia spre Marea Roșie!). Nu reușește acest lucru întrucât, ca urmare a cererii sale din 1514 de a primi titlul de "duce de Goa", răspunsul a fost, datorită intrigilor de la curte, revocarea sa, fiind numit ca succesor Soares d'Albergaria.